# Roberto Fiore

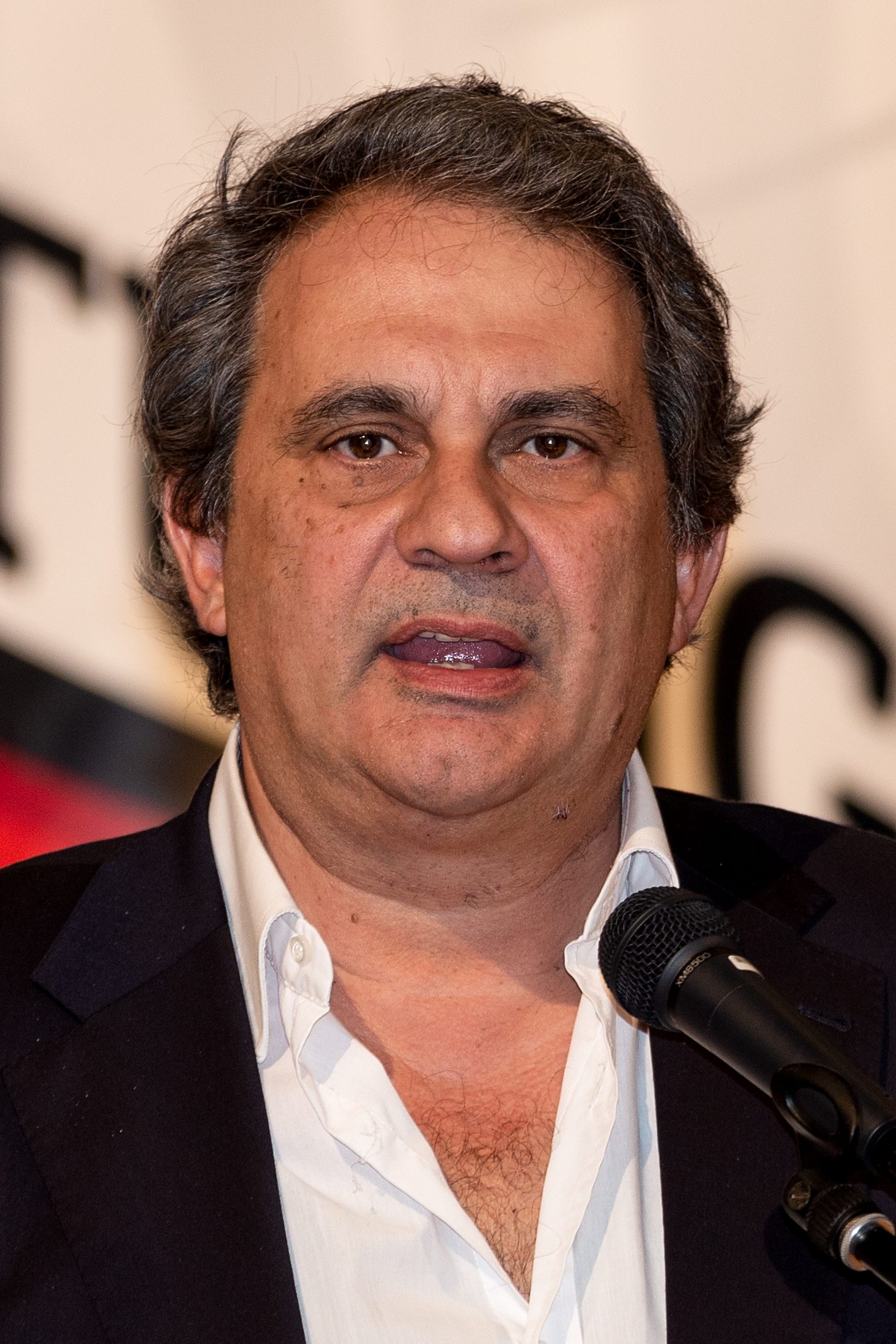
Roberto Fiore (2018)

Roberto Fiore (* 15. April 1959 in Rom) ist ein italienischer Politiker und Neofaschist.
Roberto Fiore war lange ein Schüler von Julius Evola und gehört zu den Begründern der rechtsextremen Third-Position-Ideologie.
Als Anführer von Terza Posizione wurde Fiore, zusammen mit Gabriele Adinolfi und Massimo Morsello, wegen des blutigen Bombenattentats in Bologna 1980 verdächtigt und gesucht. 1985 erklärte ein römisches Gericht TP zu einer Tarnorganisation der für das Attentat verantwortlichen Nuclei Armati Rivoluzionari. Fiore wurde wegen Unterstützung einer staatsfeindlichen, bewaffneten Vereinigung (associazione sovversiva e banda armata) verurteilt.
Deswegen verbrachte Fiore die 1980er Jahre weitgehend in  Großbritannien, wo er laut verschiedenen Zeitungsberichten die Ausweisung durch eine Kooperation mit dem britischen Geheimdienst vermied. Fiore streitet dies ab. Der Anführer der Nuclei Armati Rivoluzionari, Valerio Fioravanti, beschuldigte Fiore, Geld der Vereinigung veruntreut zu haben.
In England freundete sich Fiore mit dem britischen Rechtsextremen Nick Griffin an und beide begründeten nach dessen Ausscheiden aus der British National Front die International Third Position. Die wirtschaftliche Grundlage ist eine unter dem Namen Meeting Point bzw. heute als Easy London wirtschaftlich sehr erfolgreiche Arbeits- und Wohnungsvermittlung für Neuankömmlinge in London.
Fiore lebt wieder in Italien und ist als Vorsitzender der von ihm und Massimo Morsello gegründeten rechtsextremen Splitterpartei Forza Nuova aktiv. Die Forza Nuova war in Wahlbündnissen mit der Alternativa Sociale sowie mit Casa delle Libertà vereint. Ab 2004 war Fiore Generalsekretär der Europäischen Nationalen Front, seit 2015 ist er Vorsitzender der Europapartei Allianz für Frieden und Freiheit.
Von 2008 bis 2009 war er als Nachrücker für Alessandra Mussolini Mitglied des Europäischen Parlaments.
Fiore und der Co-Vorsitzende der Forza Nuova, Giuliano Castellino, wurden am 10. Oktober 2021 verhaftet. Beide hatten am Tag zuvor an einer Demonstration in Rom teilgenommen, bei der es u. a. zur Erstürmung der CGIL-Zentrale und Randalen in einem Krankenhaus kam.

„Ich finde es nicht herabwürdigend, als Faschist bezeichnet zu werden. (…) Wir sind die Avantgarde des neuen Europas, welches bald erwachsen wird. Es wird ein christliches, patriotisches Europa, und Russland wird nicht nur ein Teil dessen sein, es wird die führende Kraft sein.“

## Privatleben
Fiore ist verheiratet und hat neun Söhne.